# Набатия
Набатия е губернаторство (мухафаза) в Ливан с площ 1098 км2 и население 383 839 души (по приблизителна оценка от декември 2017 г.). Административен център е град Набатия.